# Encarsia trjapitzini
Encarsia trjapitzini är en stekelart som beskrevs av Yasnosh 1989. Encarsia trjapitzini ingår i släktet Encarsia och familjen växtlussteklar. Inga underarter finns listade i Catalogue of Life.